# 龜井芳子
龜井芳子（日语：／ Kamei Yoshiko，1967年5月25日—），日本女性配音員。Mausu Promotion所屬。出身於茨城縣。身高160cm。A型血。

## 經歷
龜井芳子從小是《宇宙戰艦大和號》的粉絲，並被這部作品主人翁的飾演者富山敬的演技所吸引。中學時期，她前往參加富山敬的簽名會時，有一個的角落，她先舉手體驗了《宇宙戰艦大和號》的最後一幕。
進入高中開始在研修學校學習表演，東京家政大學短期大學部入學後，她加入學生劇團，並第一次擔演主角，進行舞台活動。
一方面本身很擔心畢業後的職業生涯，認為「演戲覺得很有趣，感覺很好」，但是已經立志將來要成為從小就夢想的動畫配音員。
短期大學畢業後，1988年在江崎Production附屬的培訓中心訓練，1990年正式成為現在的Mausu Promotion（2000年從江崎Production改名）所屬。配音出道後，她與富山敬重聚，擔任海外影集的日語配音工作。

## 人物
於動畫活躍同時，也積極參加海外電影的日語配音。
扮演的角色範圍很廣，包括精力充沛的男孩、中年女性、溫文爾雅女性和小動物的角色。

## 演出
粗體字表示主要角色。

### 電視動畫
1988年
- 你好，我叫敦子（日语：ハーイあっこです）（明）

1989年
- 機動警察（藝奴、護理人員）
- 新森林大帝
- 亂馬½ 熱鬥篇（小百合）
- 少棒小魔投（三太）

1990年
- 昆蟲物語 孤兒哈奇 (重製版)（バッタの坊や、螞蟻A）
- 幸福的三丁目（日语：三丁目の夕日）（鈴木一平）
- 歡樂嚕嚕米一家（トンカー）
- 魔法天使甜蜜薄荷（伊恩、客人）

1991年
- 淘氣的雙胞胎 克萊爾學院物語（日语：おちゃめなふたご クレア学院物語）（柯琳）
- 麵包超人（1991年—，雲丸〈代演〉、筆記簿鳥·記事妹妹〈第2代〉、球弟弟、游艇的水手弟弟、筆記本弟弟〈初代〉、海帶弟弟〈初代〉、滅火器弟弟）
- 魔法公主 明琪桃子（日语：魔法のプリンセス ミンキーモモ）（妖精1、利昂）
- 丸出日太夫（織田信長、一郎）
- YAWARA！（五十嵐）

1992年
- 妙廚老爹（阿弘）
- 蕃茄十勇士（キュータロウ）
- 法蘭德斯之犬 我的帕特拉許（日语：フランダースの犬 ぼくのパトラッシュ）（波諾）
- 魔法公主 明琪桃子 擁抱夢想（日语：魔法のプリンセス ミンキーモモ）（T.V君、尼莫）

1993年
- 蠟筆小新（1993年—2020年，美人教練、春我部醫院患者、空服員前輩 等）
- 忍者亂太郎（1993年—1995年，天才丸、哥哥）
- 幽☆遊☆白書（1993年—1994年，使者、圓、菖蒲、天沼月人）
- 魯邦三世：魯邦暗殺指令（日语：ルパン三世 ルパン暗殺指令）

1994年
- 魔天戰神（大和武尊[8]）
- 紅色巴隆（洛比〈初代〉）

1995年
- Oz Kids（日语：オズ・キッズ）（法蘭克）
- 十二生肖爆烈戰士（蒙克、玄燕）
- 伊沙米大冒險（月影俊）
- 忍空（賢太、艾瑞克）
- 夢幻遊戲（忠榮）

1996年
- 天才寶貝（後藤正、木村太一）
- 鬼太郎 (第4作)（シンヤ）
- 逮捕令（幸一郎）
- 聖天空戰記（梵·法尼爾〈少年時期〉）
- 鋼鐵神兵（少年時期的高宮鐵兵）
- 熱鬥小馬（阿爾嘉西雅）

1997年
- CLAMP學園偵探團（馬隆）
- 天才小魚郎（1997年—1998年，元希、雲[9]）2系列
- 科學情人（步野零二郎〈小時候〉）

1998年
- 秀逗博士（小田恭子）
- 槍神Trigun（托尼斯的母親、烘培屋的阿姨）
- 危險調查員（女性）

1999年
- 鈴鐺貓娘（加瑪）
- ReReRe天才傻鵬（日语：レレレの天才バカボン）（傻鵬[10]）

2000年
- 真·女神轉生 惡魔之子（夢魘）
- 哈姆太郎（黑色哈姆太郎）
- 無力君（日语：へろへろくん）
- 神奇寶貝（2000年—2001年，輝、托比歐）

2001年
- 足球小將翼 (平成版)（來生哲兵、卡洛斯·山達拿〈少年時期〉）
- 戰鬥陀螺（少年A、鈴鹿、少年2、浩二、少年H）
- 宇宙人形17（青山時夫）
- 魔法少女貓（日语：魔法少女猫たると）（柿子衛門、母親）

2002年
- 人造人009 THE CYBORG SOLDIER（吉米）
- 浮游泉大冒險（珍[11]）
- 花田少年史（辰〈年輕時〉、隔壁的老奶奶 等）
- 鈴鐺貓娘Panyo Panyo（加瑪）

2003年
- 偵探學園Q（2003年—2004年，連城早百合、老奶奶、桐原政江、摔角手2號、敦史）
- DigiGirl POP！（日语：デジガールPOP!）（少女三人組）
- 鈴鐺貓娘Nyo（加瑪）

2004年
- 琉球武士瘋雲錄（男孩子）
- 舞-HiME（老奶奶）
- MONSTER（2004年—2005年，警官A、大嬸）
- 烘焙王（河內恭平）

2005年
- 哆啦A夢 (水田山葵版)（2005年—2019年，野比雄助、指引天使、個人應援團團長、悟空）

2006年
- 我們這一家（2006年—2008年，母親A、春江、保育士、大嬸、內藤 等）
- 怪傑佐羅利（修道女）

2009年
- 秀逗魔導士EVOLUTION-R（水果店）

2011年
- TIGER & BUNNY（克里斯蒂娜）

2012年
- 足球騎士（百合川真紀子）

2013年
- 戀愛研究所（倉橋由美子）

2014年
- Aikatsu！偶像活動！（女性主持人）
- Wake Up, Girls！（和子）
- 海螺小姐

2016年
- 名偵探柯南（2016年—2021年，寶田美香、蓮沼珠央、立花志乃）

2018年
- 魯邦三世 PART5（閃光〈弟〉）
- 龍族拼圖（2018年－2020年，女將）
- 錢進球場（樹六破的岳母）

2022年
- 神奇柑仔店（市丸遼平）
- 令和鈴鐺貓娘（加瑪[12]）

### 電影動畫
1989年
- 魔女宅急便（老婦人孫女的朋友）

1992年
- 拯救地球吧！夥伴們 奇比貓湯姆的大冒險（日语：ちびねこトムの大冒険）（大嬸A）

1994年
- 渡過雪原

1996年
- 賢治的行李「貓咪事務所」（山貓、旁白）

1997年
- 超人力霸王貓 從星空降臨的不可思議貓（日语：ウルトラニャン）（喵）
- THE DOG OF FLANDERS 法蘭德斯之犬（喬治〈少年時期〉）

1998年
- 超人力霸王貓2 快樂大作戰（喵）

2000年
- 劇場版 聖天空戰記（梵·法尼爾〈幼年時期〉）

2001年
- 劇場版 鈴鐺貓娘：星之旅（加瑪）

2007年
2017年
- COCOLORS（ヤキン）

2018年
- 哆啦A夢：大雄的金銀島（瑪利亞）

2021年
- 蠟筆小新：謎案！天下春日部學院的怪奇事件（脇野須美子[13]）

### OVA
1988年
- 世界名作童話全集（鴿子）

1989年
- 墮靡泥之星（日语：堕靡泥の星）

1993年
- 爆炎學園（日语：爆炎CAMPUSガードレス）
- 怪醫黑傑克（雪兒）
- 魔法公主 明琪桃子 跨越夢想之橋（日语：魔法のプリンセス ミンキーモモ）（少年）
- 亂馬½ 珊璞暴變！反轉寶珠惹的禍（小百合）
- 亂馬½ 天道家混亂的聖誕節（小百合）

1996年
- 亂馬½ 校園吹起風暴！身材劇變的雛子老師（小百合）
- 魔法使俱樂部（里江）

1997年
- 鋼鐵神兵NEO（少年時期的高宮鐵兵）
- 變（日语：変 (漫画)）（山田杏美的母親）

1998年
- 危險調查員（菲爾的母親）

1999年
- 純愛手札（女性）

2003年
- 鈴鐺貓娘劇場 就交給初子吧！（加瑪）

2008年
- 柳瀨嵩童話劇場 瞌睡爺爺（日语：やなせたかしメルヘン劇場）（廣）

### 網路動畫
- Mausu動物園（2017年，鐘角蛙的芳子）
- 蟲籠的卡伽斯特爾（2020年，避難民）
- TIGER & BUNNY 2（2022年，克里斯蒂娜）

### 遊戲
1996年
- 守護英雄（蘭蒂·M·格林）
- 哆啦A夢 大雄與復活之星（日语：ドラえもん のび太と復活の星）（分身藥水）

1997年
- 冒險奇譚（基德）
- Refrain Love ～想見你～（日语：リフレインラブ#リフレインラブ 〜あなたに逢いたい〜）（七瀨千鶴、森田裕紀）

1998年
- 童夢失魂夜（英语：The City of Lost Children#Video game）（鮑爾）

1999年
- Refrain Love 2（日语：リフレインラブ#リフレインラブ2）（七瀨千鶴）

2002年
- 真·女神轉生 惡魔之子 黑之書·赤之書（日语：真・女神転生 デビルチルドレン 黒の書・赤の書）

2005年
- 袋狼大進擊 Crash Tag Team Racing（日语：クラッシュ・バンディクー がっちゃんこワールド）（妮娜·柯爾戴克斯）

2007年
- 哆啦A夢Wii 秘密道具王決定戰！（日语：ドラえもんWii ひみつ道具王決定戦!）（帶路天使）

2014年
- 新·世界樹的迷宮2：法夫納的騎士（日语：新・世界樹の迷宮2 ファフニールの騎士）（夫洛斯之宿的女將〈漢娜〉[14]）
- 超級女英雄戰記（日语：超ヒロイン戦記）（[15]）

### 廣播劇CD
- 魔神英雄傳外傳 CD劇場1 PURE PURE HIMIKO 第一卷～ 第四卷（松之助、梅之助）

### 廣播節目
- 魔神英雄傳外傳 PURE PURE HIMIKO（松之助）

### 外語配音

#### 電影
- 不要傷害我的小孩（英语：...First Do No Harm）（馬克·雷穆勒〈邁克爾·亞默許（英语：Michael Yarmush）〉）
- 27件禮服的秘密（佩德羅）
- 28週後（安迪·哈里斯〈麥肯·莫列〉）
- 101真狗 ※影碟版。
- 300壯士：斯巴達的逆襲
- 1492征服天堂（少年時期的費南多〈比利·L·蘇利文〉）※影碟版。
- 美麗心靈
- 布朗克斯的故事（9歳的卡洛迦羅〈法蘭西斯·卡普拉（英语：Francis Capra）〉）
- 美好的一年（少年時期的麥斯·史金納〈費迪·夏摩亞〉）
- 脫線家族2（英语：A Very Brady Sequel）（鮑比·布雷迪〈傑西·李·索弗〉
- 單親插班生（馬可仕·布魯爾〈尼古拉斯·霍爾特〉）※DVD版。
- 小人物大英雄 ※影碟版。
- 控訴 ※富士電視台版。
- 阿達一族（帕斯利·阿達（英语：Pugsley Addams）〈吉米·沃克曼（英语：Jimmy Workman）〉）※日本電視台版。
- 阿達一族2（帕斯利·阿達〈吉米·沃克曼〉）※日本電視台版、（喬爾·格利克〈大衛·克倫荷茨〉）※DVD版。
- 金牌接球員2（英语：Air Bud: Golden Receiver）（喬許·弗拉姆〈凱文·席格斯〉）
- 野獸良民（斯蒂西〈費魯扎·鮑克〉）
- 天使的孩子（十歲前半的法蘭克〈西倫·歐文斯〉）※影碟版。
- 48小時闖天關 ※影碟版。
- 世界末日 ※富士電視台版。
- 外星人入侵（英语：The Arrival）（Kiki〈托尼·T·約翰遜〉）※朝日電視台版。
- 回到未來系列
  - 回到未來（琳達·麥佛萊〈溫迪·喬·斯佩博（英语：Wendie Jo Sperber）〉）※VHS版。
  - 回到未來II（電玩少年〈約翰·桑頓〉）※朝日電視台版。
  - 回到未來III（斯特里克蘭德的兒子〈卡列伯·亨利〉）※VHS版。
- 浴火赤子情（英语：Backdraft (film)） ※富士電視台版。
- 豆豆先生（凱文·蘭利〈安德魯·勞倫斯（英语：Andrew Lawrence (actor)））※日本電視台版。
- 我家也有貝多芬4（英语：Beethoven's 4th (film)）（布倫南·紐頓〈喬·皮奇勒（英语：Joe Pichler）〉）
- 紐約大怪談（英语：The Believers）（克里斯·傑米森〈哈利·克羅斯（英语：Harley Cross）〉）※朝日電視台版。
- 黑帶精英2（英语：Best of the Best II）（沃特·格雷迪〈伊丹·格羅斯（英语：Edan Gross）〉）
- 霹靂炮3（英语：Beverly Hills Cop II）（售票員）※富士電視台版。
- 比爾·伯格森的危險地生活 (1996年電影)（英语：Bill Bergson Lives Dangerously (1996 film)）（比爾·柏格森（英语：Bill Bergson）〈馬爾特·福斯貝里〉）
- 幽浮魔點（英语：The Blob (1988 film)）（維琪·德·索托〈埃麗卡·埃倫尼克〉）
- 福祿雙霸天2000（英语：Blues Brothers 2000）（巴斯特·布魯斯〈J·艾文·邦尼方特（英语：J. Evan Bonifant）〉）
- 支離人（英语：Body Parts (film)）（比爾的兒子）
- 情場殺手（英语：Boomerang (1992 film)） ※富士電視台版。
- 七月四日誕生（少年時期的羅尼·科維克〈布萊恩·拉金（英语：Bryan Larkin）〉）※VHS版。
- 脫線家族（英语：The Brady Bunch Movie）（鮑比·布雷迪〈傑西·李·索弗〉
- 梅爾吉勃遜之英雄本色（少年時期的威廉·華勒斯〈詹姆斯·羅賓遜〉）※VHS、DVD、BD版。
- 超完美分手大全（英语：Breakin' All the Rules）（尼基·卡拉絲〈加布里埃爾·尤尼恩〉）
- 反斗星玩轉綠林（英语：Bushwhacked (film)）（高迪·派特森〈布拉克·巴紹夫（英语：Blake Bashoff）〉）
- 戰地情人（艾蓮妮〈維琪·馬拉加基〉）
- 伊渥克大冒險（威基特〈瓦威克·戴維斯〉）※VHS版。
- 鬼馬小精靈（英语：Casper (film)） ※VHS版。
- 小鬼交鋒（英语：Catch That Kid）（奧斯丁〈柯賓·布魯〉）
- 貓狗大戰（斯科特·布羅迪〈亞歷山大·波洛克（英语：Alexander Pollock）〉）
- 魔法靈貓（英语：The Cat in the Hat (film)）
- 惡靈入侵：少年軍團（羅納多·泰勒〈傑瑞米·席維斯〉）
- 新天堂樂園（少年時期的薩爾瓦多·狄維塔〈薩瓦特利·卡西歐（英语：Salvatore Cascio）〉）※富士電視台[注 1]、完全正統DVD&BD版。
- 歡喜城（英语：City of Joy (1992 film)）（瑪諾·H·帕爾〈伊姆蘭·巴莎·汗〉）
- 來去美國 ※日本電視台版。
- 小鬼警察（英语：Cop and a Half）（得文·巴特勒〈諾曼·D·戈登二世（英语：Norman D. Golden II）〉）
- 條子與妙家庭（英语：Cops and Robbersons）（凱文·羅勃遜〈傑森·詹姆斯·瑞特（英语：Jason James Richter）〉）
- 種族情深（英语：Crooklyn）（特洛伊·卡邁克爾〈薩爾達·哈里斯（英语：Zelda Harris）〉）
- 天崩地裂（英语：Dante's Peak）（格拉罕·萬杜〈傑瑞米·福利（英语：Jeremy Foley (actor)）〉）※影碟版。
- 人鬼雙胞胎（英语：The Dark Half (film)）（少年時期的塔德·博蒙特〈帕特里克·布蘭南〉）※影碟版。
- 賭彩黑名單
- 迪克·特雷西（基德〈查理·科斯莫〉）
- 終極警探3（雷蒙德〈歐帝斯·哈吉〉）※VHS版。
- 警網
- 魔幻屠龍 ※日本電視台版。
- 為黛茜小姐開車（凱蒂·貝爾〈克莉絲朵·R·福克斯（英语：Crystal R. Fox）〉）※VHS版。
- 神偷小猩猩（英语：Dunston Checks In）（凱爾·格蘭特〈埃瑞克·羅伊德〉）
- 八腳怪（麥克·帕克〈史考特·泰羅（英语：Scott Terra）〉）※DVD版。
- 埃米爾和小偵探 (2001年電影)（英语：Emil and the Detectives (2001 film)）（埃米爾·提斯貝因〈陶比斯·萊茲拉福〉）
- 賤錢眼開（英语：Envy (2004 film)）（邁克·丁曼〈山姆·勒納〉）
- 衝向天外天（英语：Explorers (film)）（達倫·伍茲〈傑森·普雷森（英语：Jason Presson）〉）
- 華氏451度 ※DVD版。
- 暫時停止接觸（英语：Fallen (1998 film)）（山姆·霍布斯〈麥可·J·派昆（英语：Michael J. Pagan）〉）※DVD版。
- 怒火風暴（安吉〈卡琳娜·阿羅亞夫（英语：Karina Arroyave）〉）※影碟版。
- 烈火終結令（英语：The Fan (1996 film)）（西恩·雷伯恩〈布蘭登·哈蒙德（英语：Brandon Hammond）〉）※VHS、DVD版。
- 新岳父大人2（英语：Father of the Bride 2）（拉格）
- 絕命終結站2（伊莎貝拉·哈德森〈賈斯蒂娜·瑪查多（英语：Justina Machado）〉）※電視播出版。
- 第一滴血 ※富士電視台版。
- 沙仙活地魔（賀拉斯〈亞歷山大·波納爾〉）
- 閃電俠 ※日本電視台版。
- 別闖陰陽界（比利·馬霍內）※影碟版。
- 神鮮家庭（英语：Folks!）（史提夫）
- 今生有約（英语：Forever Young (1992 film)）（菲力克斯〈羅伯特·海伊·戈爾曼〉）※朝日電視台版。
- 亡命夜巴黎（英语：Frantic (film)） ※TBS版。
- 黑洞頻率 ※日本電視台版。
- 魔鬼任務（英语：F/X2）（貝絲〈凱莉·史東〉、導遊、女警2）※VHS版。
- 我和大天使家加百利（英语：Gabriel & Me）（吉米〈西恩·蘭德利斯〉）
- 玩具之父蓋比特（英语：Geppetto (film)）（小邦拉加佐〈克里斯·馬奎特〉）
- 人鬼情未了（蘿絲〈瑪蒂娜·戴南（英语：Martina Deignan）〉）※DVD版。
- 機器鬧鬼（英语：Ghost in the Machine (film)）（弗雷澤〈布蘭登·亞當斯（英语：Brandon Adams (actor)）〉）
- 來自明天的女孩（英语：The Girl from Tomorrow）（珀泰·凱利〈詹姆斯·芬德利〉）
- 玻璃屋（英语：The Glass House (2001 film)）（瑞德·巴克〈特拉沃·摩根〉）※DVD版。
- 教父（法蘭克）※DVD版。
- 怪物遊戲（吉兒·庫柏〈艾米·瑞恩〉）
- 小精靈2 ※朝日電視台版。
- 月光光心慌慌4（英语：Halloween 4: The Return of Michael Myers）（凱爾〈喬丹·布拉德利〉）※VHS版。
- 魔鬼瘦身營（英语：Heavyweights）（傑拉德·“格里”·加納〈亞倫·施瓦茨（英语：Aaron Schwartz (American actor)）〉）
- 小人物大英雄 ※影碟版。
- 海瑟（英语：Hesher (film)）（T·J·福尼〈德文·布羅許〉）
- 喜馬拉雅
- 小鬼當家（米奇·墨菲〈傑佛瑞·韋斯曼〉、蘿絲〈凱特·約翰遜〉）※朝日電視台版[注 2]。
- 看狗在說話（英语：Homeward Bound: The Incredible Journey）（彼得·西佛〈班傑·索爾（英语：Benj Thall）〉）
- 親愛的，我把孩子縮小了（英语：Honey, I Shrunk the Kids）（羅納德·湯普森〈傑瑞德·魯希頓（英语：Jared Rushton）〉）※富士電視台版。
- 暗黑天使 ※影碟版。
- 記憶斷層（克雷頓護士〈瑞琪·阿尤拉〉）
- 到底是誰搞的鬼（卡拉·威爾遜〈布蘭蒂·諾伍德〉）※朝日電視台版。
- 天煞-地球反擊戰（特洛伊·凱斯〈朱賽佩·安德魯斯（英语：Giuseppe Andrews）〉[16]）※朝日電視台版[注 2]。
- 聖戰奇兵（伊蓮）※富士電視台版。
- 流氓警察（英语：Internal Affairs (film)）（肖恩·史特瑞希〈伊萊賈·伍德〉）
- 愛在紐約（英语：It Could Happen to You (1994 film)）（約書〈維克多·羅哈斯〉）
- 靈異魔咒（其他角色）※東京電視台版、（12歲的比爾·丹柏（英语：Bill Denbrough）〈強納森·布蘭戴斯（英语：Jonathan Brandis）〉）※NHK-BS2版。
- 007：金槍人（安德烈·安德斯〈穆德·亞當斯〉）※DVD版。
- 大白鯊 (1975年電影)（邁克爾·布羅迪）※東京電視台版。
- 大白鯊4：驚海尋仇 ※朝日電視台版。
- 逃出魔幻紀（少年時期的艾倫·派瑞許〈亞當·哈恩-博德（英语：Adam Hann-Byrd）〉）※DVD版、（班傑明〈布蘭登·歐布雷〉）※富士電視台版[注 3]。
- 森林王子（英语：The Jungle Book (1994 film)）（5歲的毛克利〈西恩·納乃利〉）※VHS版。
- 穿越時空愛上你（達西〈娜塔莎·雷昂〉）※日本電視台版。
- 好小子2（烏龍）※日本電視台版。
- 新靈犬萊西（英语：Lassie (1994 film)）（馬修·泰納〈湯姆·蓋里〉）
- 最後魔鬼英雄（英语：Last Action Hero）（丹尼·馬迪甘〈奧斯汀·歐布萊恩（英语：Austin O'Brien）〉）※影碟版。
- 終極尖兵（英语：The Last Boy Scout）（科瑞〈荷莉·貝瑞〉）※DVD版。
- 靈幻少女（圓圓〈賀艾泥〉）※VHS版。
- 小婦人（16歲的艾米·瑪奇〈莎曼珊·瑪西絲〉、12歲的艾米·瑪奇〈克斯汀·鄧斯特〉）
- 美國小子（英语：Lucas (film)）
- 無臉的男人（英语：The Man Without a Face）（查爾斯·E·諾斯塔德〈尼克·斯塔爾〉）
- 迅雷先锋（英语：Man's Best Friend (1993 film) 電影）（魯迪〈J·D·丹尼爾斯〉）
- 抱得美人歸（英语：The Marrying Man）
- 小魔女
- 大衛特大號（弝玲〈尼克·博曼〉）
- 野鴨變鳳凰（英语：The Mighty Ducks (film)）（萊斯特·阿弗曼〈馬特·杜赫蒂（英语：Matt Doherty (actor)）〉）
- 米娜的故事（英语：Mina Tannenbaum）（米娜·坦嫩鮑姆〈蘿曼妮·布寧格（英语：Romane Bohringer）〉）
- 金剛戰士 The Movie（英语：Mighty Morphin Power Rangers: The Movie）（佛瑞德·凱爾曼〈傑米·克羅夫特（英语：Jamie Croft）〉）
- 秘密客（瑞奇〈詹姆斯·哥斯達〉）※東京電視台版。
- 罪惡金錢（英语：Mo' Money）（夏洛特）
- 降妖別動隊（英语：The Monster Squad）（山恩·克倫肖〈安德烈·高爾（英语：Andre Gower）〉）
- 孽愛傷痕（泰瑞爾·馬斯格羅夫〈科隆吉·卡爾霍恩〉）
- 伴我情深（英语：Mr. Jones (1993 film)）（霍華德的兒子）
- 無聲言證（英语：Mute Witness）（比莉·休斯〈瑪琳娜·祖汀娜（英语：Marina Zudina）〉）
- 貴客光臨（英语：My Blue Heaven (1990 film)）（傑米〈傑西·布拉福德（英语：Jesse Bradford）〉）
- 牛頓小子（英语：The Newton Boys）（路易士〈貝克·葛雷梅爾斯〉）
- 魔法少年（日语：秘密のミラクル・マジシャン）
- 隨身變（英语：The Nutty Professor (1996 film)）（卡拉·普蒂〈潔達·蘋姬·史密斯〉※日本電視台版。
- 不速之客（亞克·約林〈狄倫·史密斯〉）
- 小迷糊天翻地覆（英语：Overboard (1987 film)）（特拉維斯·普羅菲特）※TBS版。
- 愛國者 ※東京電視台版。
- 貝克（英语：Pecker (film)）（李·克莉希〈勞倫·赫爾西〉）
- 勾引陌生人（英语：Perfect Stranger (film)）（米亞·希爾〈寶拉·米蘭達〉）
- 寵物墳場 ※富士電視台版。
- 寵物店（英语：Pet Shop (film)）（麥克〈斯賓塞·弗魯曼〉）
- 消失的1943 II（英语：Philadelphia Experiment II (film)）（班傑明·哈定〈約翰·克里斯蒂安〉）
- 終極戰士2（布萊恩〈布萊恩·李文森）※影碟版。
- 潮浪王子（少年時期的湯姆·溫戈）
- 天才小搗蛋2（英语：Problem Child 2）（羅達〈克莉絲汀·西蒙斯〉）
- 幽靈終結者（英语：Pure Danger）（貝琪〈特里·安·林恩（英语：Teri Ann Linn）〉）※東京電視台版。
- 紅蠍星（英语：Red Scorpion） ※日本電視台版。
- 獵殺紅蠍星（英语：Ricochet (1991 film)） ※VHS版。
- 非法正義（小麥克·蘇利文〈泰勒·霍奇林〉）
- 俠盜王子羅賓漢（吳爾芙〈丹尼爾·紐曼（英语：Daniel Newman (British actor)）〉）※富士電視台版。
- 洛基4：天下無敵 ※TBS版。
- 洛基5（小洛基·巴爾布婭〈薩傑·史特龍（英语：Sage Stallone）〉）※日本電視台版。
- 落跑新娘（英语：Runaway Bride (film)）（艾蓮〈麗莎·羅勃茲·吉蘭〉）
- 自由飛奔（英语：Running Free (film)）（少年時期的理查德〈蔡斯·摩爾〉）
- 神鬼至尊（少年時期的西蒙·鄧普勒〈亞當·史密斯〉）
- 沙地傳奇2（英语：The Sandlot 2）（布瑞特·凱利（英语：馬克〈Brett Kelly (actor)）〉）
- 驚聲尖笑3（科迪·基勒〈德魯·米庫斯卡〉）
- 秘密與謊言（羅珊·珀利〈克萊兒·拉什布魯克（英语：Claire Rushbrook）〉）
- 愛在戰火蔓延時（英语：Shining Through）（迪特里希的兒子）※東京電視台版。
- 艷舞女郎（莫莉·艾布拉姆斯〈Gina Ravera（英语：Gina Ravera）〉）
- 第六感（湯米·塔米西莫〈特拉沃·摩根〉）※影碟版、日本電視台版。
- Sky Palace（古斯蒂〈海爾吉·托爾·索爾斯坦松〉）
- 阿比和阿弟的冒險（執事洛根）
- 閃靈悍將 (1997年電影)（札克〈米卡·休斯（英语：Miko Hughes）〉）
- 伴我同行（魏恩·泰索〈傑瑞·奧康內爾〉）※DVD、VHS版。
- 星艦迷航記IX：星際叛變（阿蒂姆）
- 母子威龍（英语：Stop! Or My Mom Will Shoot） ※富士電視台版。
- 一家之鼠（喬治·李〈喬納森·利普尼基〉）※TBS、朝日電視台版。
- 黑街威龍（英语：Sugar Hill (1994 film)）（梅麗莎〈泰瑞莎·藍道（英语：Theresa Randle）〉）
- 劍魚行動（梅莉莎〈德芮·狄·馬提歐〉）※日本電視台版。
- 驚爆危機 (美國電影)（英语：The Tailor of Panama (film)）（馬克·彭德爾〈丹尼爾·雷德克里夫〉）
- 坦克女郎（Jet Girl〈妮奧米·瓦兹〉）
- 魔鬼終結者2：審判日（提姆〈丹尼·庫克西（英语：Danny Cooksey）〉）※劇院公映版。
- 三個臭皮匠（英语：The Three Stooges (2012 film)）（院長〈珍·林奇〉）
- 三個願望（英语：Three Wishes (film)） ※VHS版。
- 龍兄鼠弟 ※朝日電視台版。
- 寡婦三弄（英语：Used People）（甜豌豆〈馬修·布蘭頓〉）
- 越獄鴛鴦（英语：Wedlock (film)） ※VHS版
- 西城故事 ※東京電視台版。
- 童行歲月（申基鐘〈金明戴〉）
- 勇闖天涯路（英语：Wild America (film)）（馬歇爾·斯托弗〈喬納森·泰勒·托馬斯〉）
- 飆風戰警（麗塔·埃斯科瓦爾〈莎瑪·希恩〉）※影碟版。
- 心太羈（西裏爾·王爾德〈傑克遜·利奇〉）※VHS版。
- 小野貓吃大老虎（英语：Wildcats (film)）
- 少年黃飛鴻（黃飛鴻〈施筱柔〉）
- 三人有三個夢想（英语：Wonderland (1999 film)）（黛比〈雪莉·韓德森（英语：Shirley Henderson）〉[17]）
- 少年印第安那瓊斯年譜

#### 電視影集
- 大偵探波洛：怪鐘疑案（馬丁代爾〈萊斯莉·夏普（英语：Lesley Sharp）〉）
- 驚異傳奇 (第1季)（英语：Amazing Stories (1985 TV series)）（蘭斯·帕克斯頓〈塞思·格林〉）
- 犯罪心理（潔西卡）
- 慾望師奶
- 荒野女醫情（英语：Dr. Quinn, Medicine Woman）（英格麗〈珍妮佛·楊格斯〉）
- 急診室的春天
  - 第1季（其他角色、凱萊布〈傑森·巴恩希爾〉）
  - 第2季（泰伊）
  - 第3季（路易絲〈路易絲·C·布朗〉、羅素〈艾莉兒絲·D·科〉）
  - 第4季（納科〈阿爾多·門吉瓦〉、雪莉）
  - 第5季（席斯·維洛〈樊尚·貝里〉）
  - 第6季（背包少年）
  - 第7季（史都華〈沙恩·里昂（英语：Shane Lyons）〉）
  - 第8季（托馬斯〈史蒂文·安東尼·勞倫斯（英语：Steven Anthony Lawrence）〉）
  - 第9季（明蒂）
  - 第10季（珍妮·馬丁〈克莉絲汀·楊格〉）
  - 第10季（艾咪·帕克〈凱莉·斯帕克斯〉）
  - 第12季（露西·普拉〈安娜瑪麗·肯諾耶（英语：Annamarie Kenoyer）〉）
- 明天來的女孩（英语：The Girl from Tomorrow）（佩提〈詹姆士·芬德利〉）
- 靈異魔咒（其他角色）※東京電視台版、（12歳的比爾·登布羅〈強納森·布蘭戴斯（英语：Jonathan Brandis）〉）※NHK-BS2版。
- 吉姆·亨森時間（英语：The Jim Henson Hour）
- 囧女孩（英语：Mortified）（利昂·利波夫斯基〈盧克·埃爾塞格（英语：Luke Erceg）〉）
- 神鵰俠侶（小時候的楊過〈小叮噹〉）
- 亂世佳人（英语：Scarlett (miniseries)）（盧瑞〈莎拉·克勞〉）
- 芝麻街（伊莉莎白）
- 春日華爾滋（少年時期的李秀鎬）
- 淘氣雙子星（英语：Two of a Kind (U.S. TV series)）（馬克斯〈奧蘭多·布朗〉）
- 記憶神探
- 殭屍道長（哈邁〈蕭帕蘭〉）
- 少年印第安那瓊斯年譜

#### 動畫
- 阿拉丁（女客人）
- 救難小福星
- 至Net奇兵（傑理明·貝爾波斯）
- 喜樂鎮英雄（韋恩）
- 大力士（英语：Hercules (1998 TV series)）（女性）
- 幽靈 (雅克·杜克諾瓦繪本)（法语：Jacques Duquennoy）（艾德華）※VHS版。
- 天才寶貝熊（英语：Little Bear (TV series)）（畢普斯）
- 小熊維尼歷險記（保姆）
- 頑皮豹（李斯特）
- 救難小英雄澳洲歷險記（法露）
- 小公主蘇菲亞（塞西莉皇后、Merriweather）

## 腳註

## 外部連結
- 龜井芳子｜Mausu Promotion （页面存档备份，存于） （日語）
- 龜井芳子的X（前Twitter） （日語）